# Сандерс, Джозеф
Джо́зеф Са́ндерс (англ. Joseph Saunders, в России Осип Иванович Сандерс; 1773—1845) — художник, график и гравёр на меди английского происхождения. Отец Андрея Сандерса.

## Биография
О раннем этапе жизни Сандерса в Англии практически ничего неизвестно. В 1793 году он женился в Лондоне на Антонине Зофье Рейхель, дочери польского медальера Яна Якуба Рейхеля (ок. 1746—1801), после чего, вероятно, уже в 1794 году оказался в Санкт-Петербурге. Автор титульных листов ряда изданий («Новый российский песенник, или Собрание разных песен с приложенными нотами и которые можно петь на голосах, играть на Гуслях, Клавикордах, скрипках и духовых инструментах», Санкт-Петербург, 1792; «Правила поэзии» Н. Ф. Остолопова и другие). В 1800 году был избран Императорской Академией художеств в академики за представленные ей гравюры «Дочерняя любовь римлянки» с картины Г. Рени и «Утро голландской дамы» («Утро молодой дамы») с картины Франса ван Мириса Старшего. Был также членом Стокгольмской Академии художеств (с 1807 г.).
В начале царствования императора Александра I числился гравёром его величества и состоял при Эрмитаже. В изданном в 1805 году Ф. И. Лабенским двухтомнике, посвящённом живописной коллекции Эрмитажа, Сандерсу принадлежат 48 гравюр из 75 (Леонардо да Винчи, Тициан, Рубенс, Рафаэль, ван Дейк, Рембрандт, Веласкес, Пуссен и др.), а также гравированные портреты Екатерины и Александра. Кроме того, Гавриил Державин привлёк Сандерса к работе в области книжной графики: с его виньетками вышли в 1804 г. державинские «Анакреонтические песни», за ними последовали «Лирические сочинения» Василия Капниста и «Неопытная муза» Анны Буниной.
Затем Сандерс перебрался в Вильно и в 1810 году стал профессором гравирования в Виленском университете, где помимо обучения различным техникам графики читал также курс истории искусства — первый в России и один из первых в Европе. Гравировал ряд местных пейзажей и портретов местных деятелей, по картинам Яна Рустема и Яна Дамеля. Занимался собиранием произведений Шимона Чеховича, готовил издание альбома его работ (гравюры Сандерса к этому изданию если и были выполнены, то не сохранились).
В 1818 году выехал на лечение в Италию, оставив в Вильне семью. Некоторое время жил во Флоренции, затем в Одессе, на непродолжительное время вернулся в Вильно, где лишь в 1825 году официально вышел в отставку. Последний раз приезжал в Вильно в 1839 году на похороны сына. Остаток жизни провёл на Волыни.

## Творчество
Гравировал резцом. Кроме двух эстампов, доставивших ему звание академика, и гравюр с картин Эрмитажа в издании 1805 года, важнейшими его работами могут считаться „Madonna della misericordia“ с картины Фра Бартоломео, «Брадобрей» по оригиналу Готфрида Схалькена, а также портреты князя Багратиона (1805), князя А. А. Безбородко, великой княжны Екатерины Павловны, А. Л. Нарышкина, архитектора Джакомо Кваренги.